# Pourtant les cimes des arbres
Pourtant les cimes des arbres (deutsch Doch die Wipfel der Bäume) ist ein Album von Daunik Lazro, Benjamin Duboc und Didier Lasserre. Die am 23. August 2010 im Studio Juillaguet entstandenen Aufnahmen erschienen am 1. September 2011 auf dem Label Dark Tree.

## Hintergrund
Der Bassist Benjamin Duboc und der Schlagzeuger Didier Lasserre waren im Jahr zuvor Mitglied im Trio des Pianisten Eric Zinman. Mit Daunik Lazro, der hier ausschließlich Baritonsaxophon spielte, trafen sie im Sommer 2010 zu einer Studiosession in der Gemeinde Juillaguet im westfranzösischen Département Charente zusammen. Dabei spielten sie vier ausgedehnte Improvisationen.

## Titelliste
- Daunik Lazro / Benjamin Duboc / Didier Lasserre: Pourtant les cimes des arbres (DarkTree DT01)[1]

1. Une lune vive 16:25
2. Pourtant 4:09
3. Les Cimes des arbres 9:26
4. Retiennent la pluie 13:30

Die Kompositionen stammen von Daunik Lazro, Benjamin Duboc und Didier Lasserre.

## Rezeption
Diese erstklassige Album bestätige [das hohe Niveau von] Lazros geistigen und körperlichen Fähigkeiten, schrieb Ken Waxman in Jazz Word. Hier würde er mit zwei der versiertesten Improvisatoren des Landes zusammenkommen, die mehr als ein Vierteljahrhundert jünger als er sind. Lazro lasse sich von nichts, was Duboc und vor allem Lasserre ihm in den Weg legen, aus der Fassung bringen, und mehrmals scheint es so, als ob beide darum kämpfen müssen, durchzuhalten mit seinen Vorstellungen. Zu gegebener Zeit bestätigten auch ruckelnde und kinetische unterirdische Klangfarben seinen individualistischen Stil.